# Jekatěrina Fedorkinová
Jekatěrina Igorovna Fedorkinová (* 29. ledna 1983 Kaluga, Sovětský svaz) je bývalá ruská sportovní šermířka, která se specializovala na šerm šavlí. Rusko reprezentovala v prvním desetiletí jednadvacátého století. Na olympijských hrách startovala v roce 2008 v soutěži družstev. Je dvojnásobnou (2005, 2007) mistryní Evropy v soutěži jednotlivkyň. S ruským družstvem šavlistek vybojovala v roce 2004 titul mistryň světa a v roce 2003, 2004 a 2006 titul mistryň Evropy.